# Kenyai deresgébics
A kenyai deresgébics (Eurocephalus rueppelli) a madarak (Aves) osztályának verébalakúak (Passeriformes) rendjébe, ezen belül a gébicsfélék (Laniidae) családjába tartozó faj.

## Előfordulása
A kenyai deresgébics előfordulási területe Kelet-Afrika. Ez a madárfaj a következő országokban található meg: Etiópia, Dél-Szudán, Kenya, Szomália, Szudán, Tanzánia és Uganda. A szavannákat és a nyíltabb erdőket választja élőhelyül. Az ember háziállatként is tartja. A kenyai deresgébics állományai stabilak és egészségesek, élőhelyén közönséges madárnak számít.

## Képek

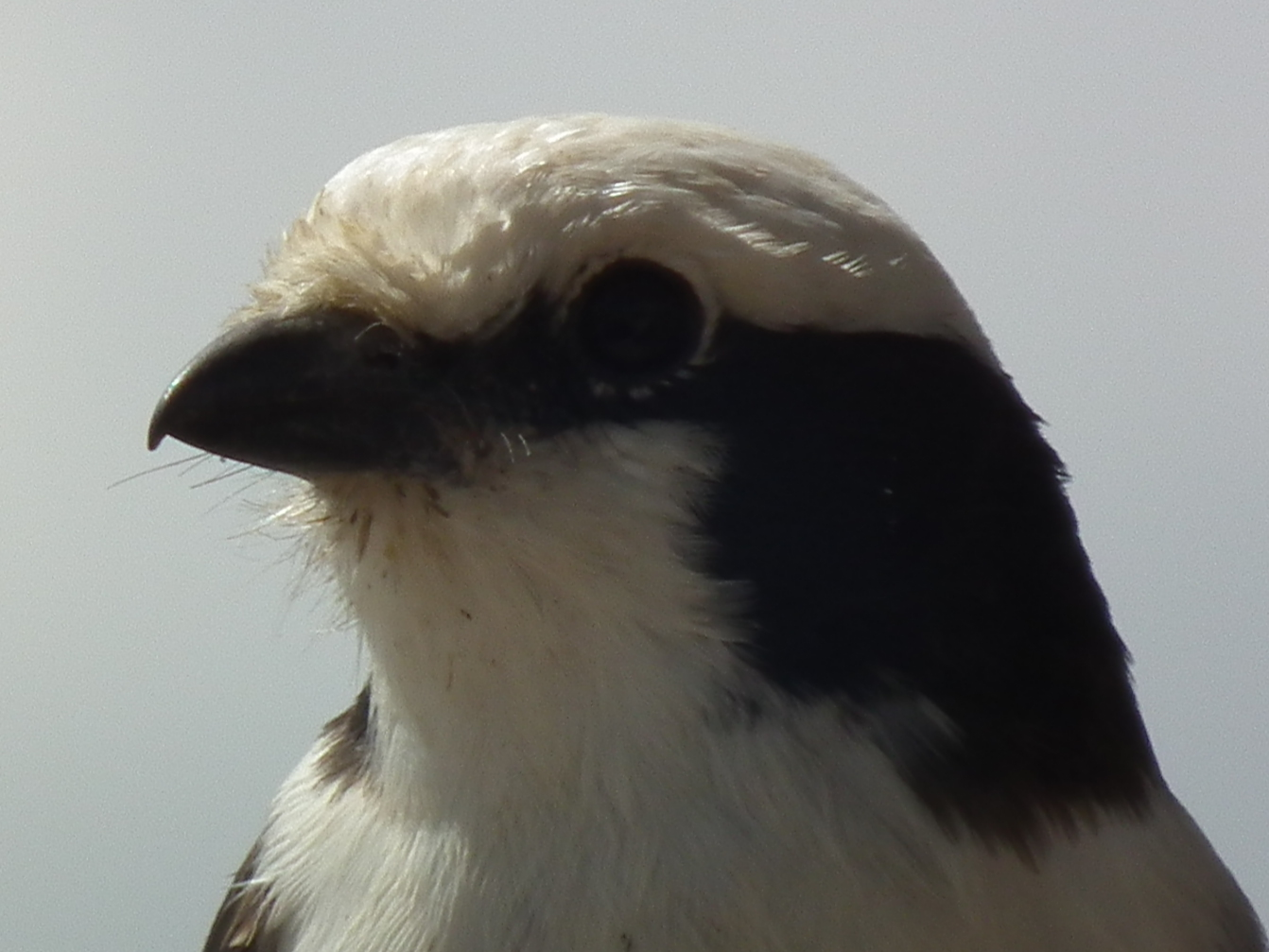
Portré
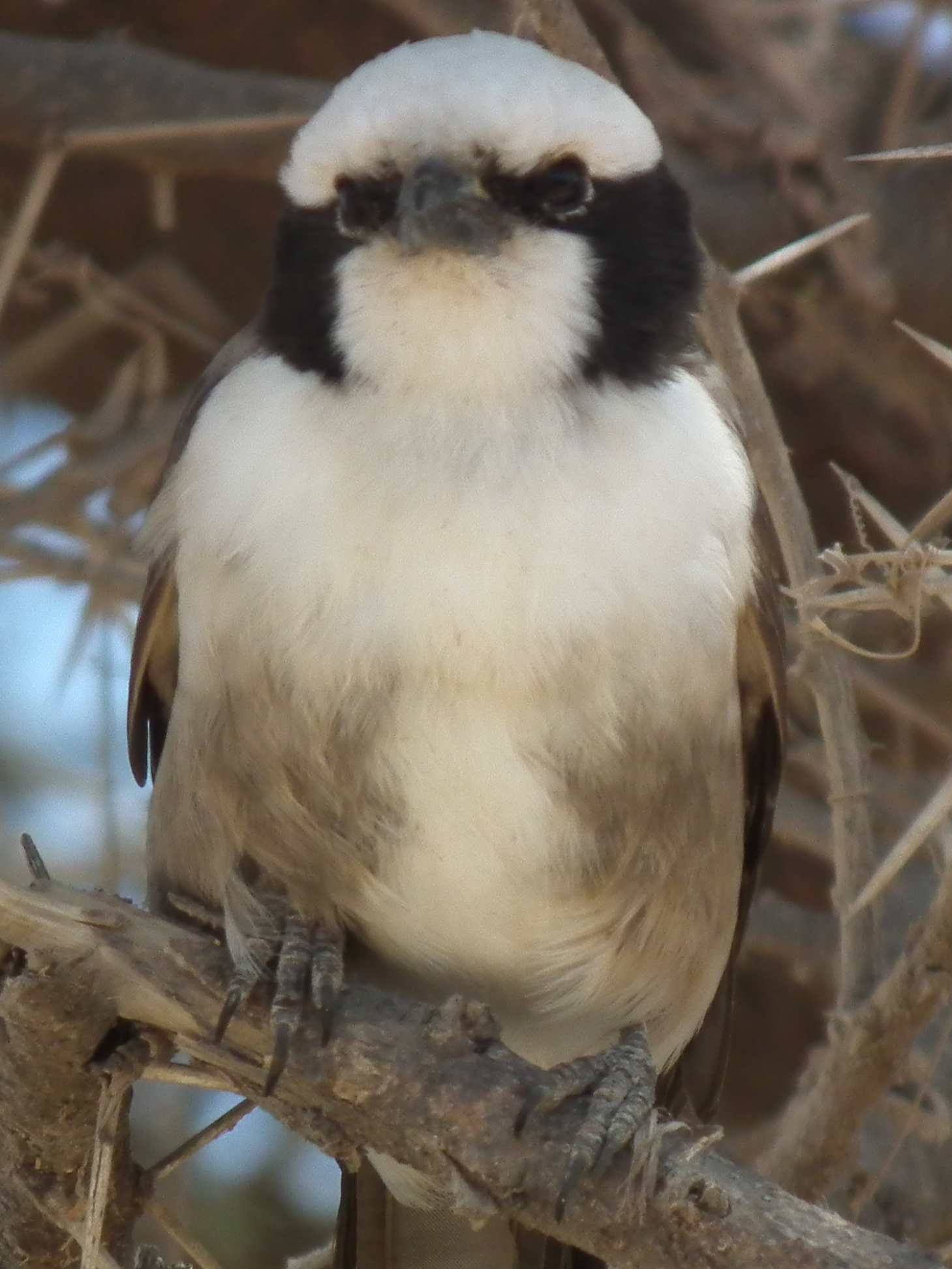
Szemből
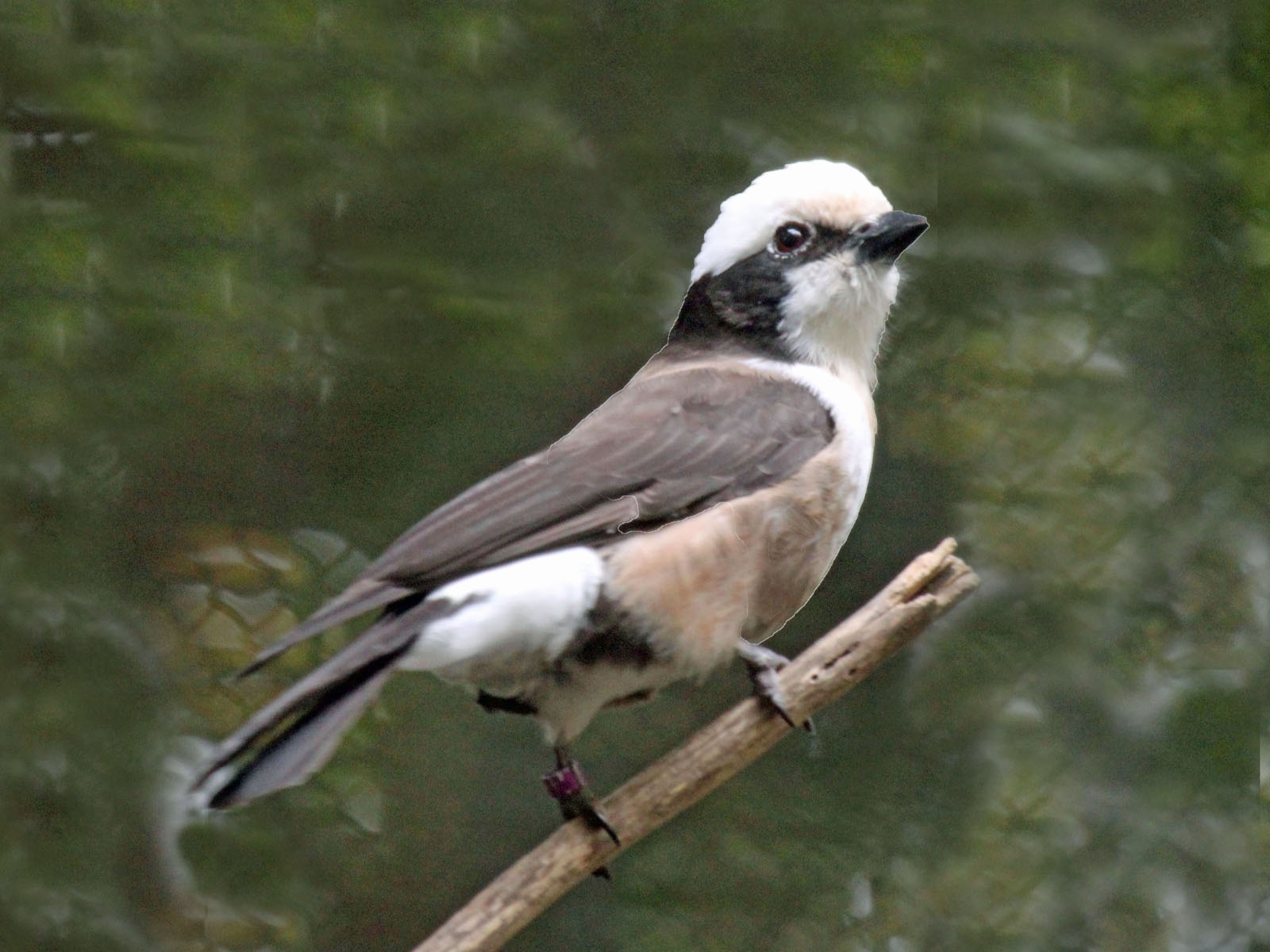
és oldalról
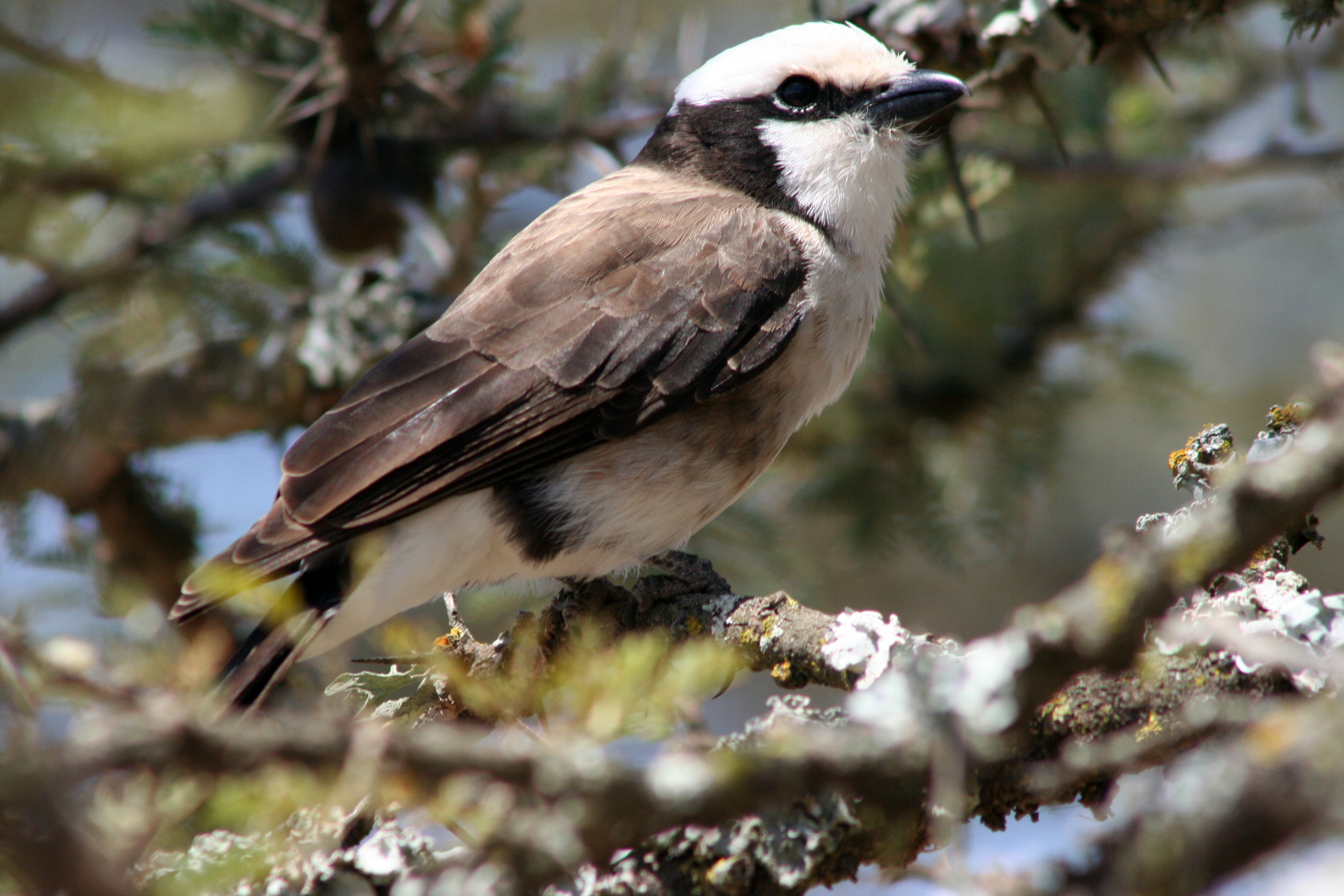
Az ágon ülve
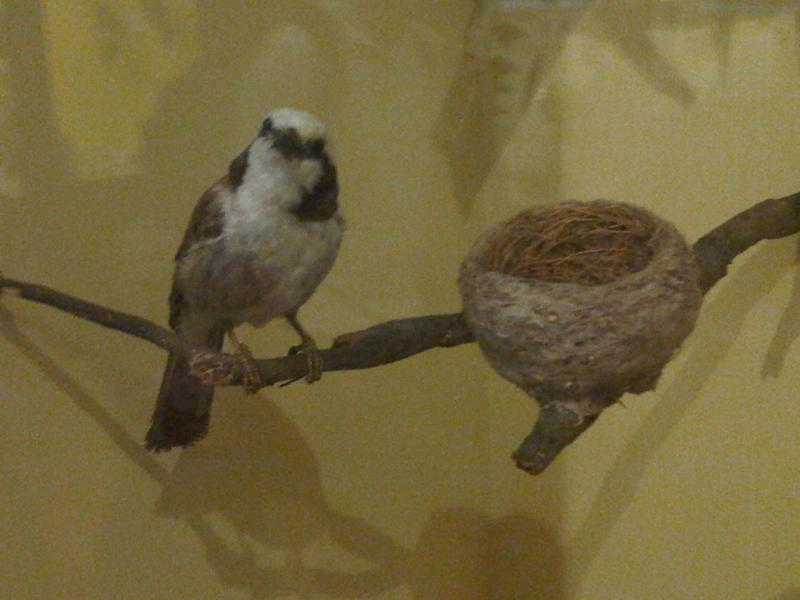
Kitömött példány és fészke a londoni Természettudományi Múzeumban